# Koldbrann
Koldbrann (с норв. — «Гангрена») — норвежская блэк-метал-группа.

## История
Начало коллективу положил в 2001 году вокалист и гитарист Mannevond. Некоторое время в проекте также участвовал гитарист Dragev, его коллега по группе Carnifex. Весной 2002 года в группу приходят гитарист Kvass и ударник Fordervelse. В качестве сессионного басиста в Koldbrann в сентябре того же года работал Jonas aus Slavia из норвежской Slavia. В 2003 году для концертных выступлений были привлечены второй гитарист General Kshatriya из Disiplin и басист Mpress. Композиция «Fortapelse I Svovel Og Helvetesild» для сборника Infernal Gathering была записана с участием басиста Tyr, известного участием в Emperor и Borknagar. В апреле Koldbrann выпускают на лейбле Desolate Landscapes первый полноформатный альбом Nekrotisk Inkvisition, после чего в ноябре в группу приходит постоянный басист Stian Jonsgareng.
В феврале 2004 года лейбл Aftermath Music выпускает слит-сингл Koldbrann и Ljå. В декабре того же года группа вместе с Endstille участвует в туре Anti-Trigger по Германии. Для концертных выступлений к группе присоединяется гитарист Geir Antonsen. В январе 2006 года коллектив выпускает сингл Atomwinter на лейбле Empire Records. В начале года в студии JAKs Hell в немецком городе Притц группа записывает второй полноформатный альбом Moribund. В работе над альбомом в качестве приглашённого музыканта принимал участие Iblis из Endstille. После выхода в июне альбома группа при поддержке KRV из Боснии и Герцеговины отправляется в октябре в тур Moribund Balkan Tour 2006, в рамках которого посещает Хорватию, Сербию и Боснию. В декабре 2006 года на Cryptia Productions выпускается сплит-сингл Koldbrann и Faustcoven, а в 2007 году группа участвует в совместном с Taake и Urgehal туре по Европе и выпускает концертный DVD Live at Ragnarök Festival 2007.
В августе 2008 года на лейбле Twilight Vertrieb выходит мини-альбом Stigma: På kant med livet. В начале 2009 года в составе группы происходят существенные изменения: в мае ударник Fordervelse покидает группу из-за «внутренних разногласий», а вслед за ним из Koldbrann уходит второй гитарист Geir Antonsen, объяснив свой шаг невозможностью участвовать в активной концертной деятельности. В июле для грядущих выступлений на фестивалях Summer Breeze, Barther и Hole In The Sky к группе присоединяются ударник Folkedal и гитарист Voidar. В сентябре на лейбле Agonia Records выпускается сингл из двух кавер-версий, в том числе на песню «Russian Vodka» российской группы Коррозия Металла.

## Состав

### Текущий состав
- Mannevond — вокал, гитара (2001 —)
- Kvass — гитара (2002 —)
- Stian Johnskareng — бас (2003 —)

### Бывшие участники
- Dragev — гитара (2001)
- Fordervelse — ударные (2002—2009)
- Geir Antonsen — гитара (2004—2009)

### Концертные участники
- Jonas aus Slavia — бас (2002)
- General Kshatriya — гитара (2003)
- Mpress — бас (2003)
- Kjøttring — бас (2003)
- Folkedal — ударные (2009 —)
- Voidar — гитара (2009 —)

## Дискография
- 2002 — Pre-Prod 2002 (демо)
- 2002 — Mislyder fra Det Nekrotiske Kammer (демо)
- 2003 — Nekrotisk Inkvisition (полноформатный)
- 2004 — Skamslaadte Engler / Fredlos (сплит)
- 2006 — Atomvinter (EP)
- 2006 — Moribund (полноформатный)
- 2006 — Koldbrann / Faustcoven (сплит)
- 2007 — Live at Ragnarök Festival 2007 (DVD)
- 2008 — Stigma: På kant med livet (EP)
- 2009 — Russian Vodka / Metalni Bog (сингл)
- 2012 — Totalt sjelelig bankerott (сингл)
- 2013 — Vertigo (полноформатный)
- 2024 — Ingen Skånsel (полноформатный)